# Scott Sports
Pour les articles homonymes, voir Scott.
Scott Sports SA (auparavant Scott USA) est un équipementier sportif suisse, fondé en 1958 aux États-Unis par Ed Scott.

## Historique
En 1958, l'ingénieur Ed Scott crée le premier bâton de ski en aluminium. La première activité de Scott est centrée sur les accessoires de sports d'hiver.
Scott Sports s'installe à Givisiez en 1978. La Suisse est choisie à l'origine pour sa proximité avec la France et l'Allemagne pour la distribution de la marque.
En 1986, Scott sort son premier vélo tout terrain, et en 1991 sa première fourche suspendue.
En 1993, la société vend 55 % de ses parts au fonds d'investissement Zell Chilmark Chicago pour financer son expansion, parts rachetées en 1993 par un management buy-out.
Environ 140 personnes travaillent au siège de Givisiez. Scott dispose également de bureaux aux États-Unis, à Taïwan et deux sites de logistique pour le stockage des vélos, dans l'Utah et en Belgique, totalisant environ 600 salariés.

## Produits

### Cyclisme

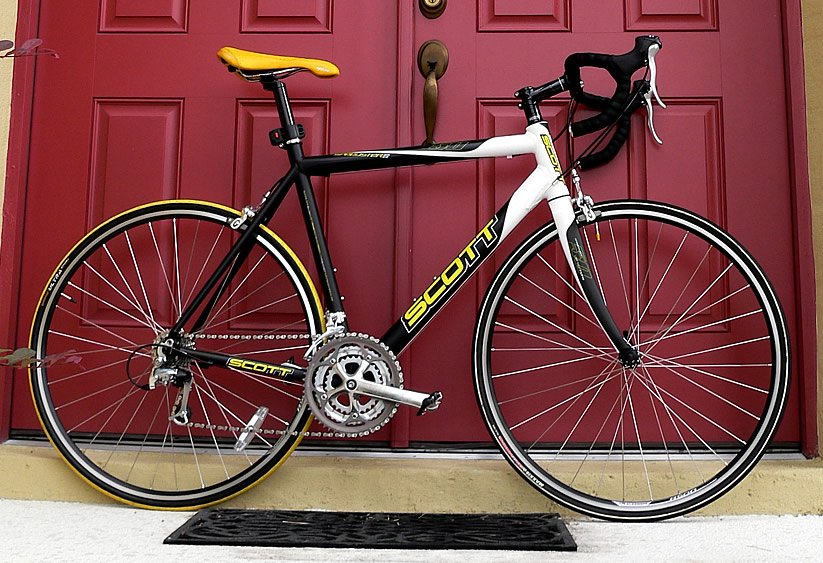
Le modèle Speedster de Scott

La vente de vélos, d'accessoires et de vêtements cyclistes est la principale activité de Scott Sports, avec 65 % de l'activité totale du groupe, et est un acteur majeur du marché avec par exemple  270 000 vélos vendus par an, dont 25 000 en Suisse en 2005. Scott possède une gamme essentiellement consacrée au vélo tout terrain et au vélo de route, mais possède également des modèles urbains, des vélos électriques et des fixies.
Le modèle semi-rigide destiné à la compétition, le Scott Scale est l'un des vélos les plus titrés en cross-country, avec son utilisation notamment par Nino Schurter,.
En juin 2015, Scott achète la marque allemande Bergamont à BMC.
Scott développe également une gamme de textiles techniques pour le cyclisme.

## Parrainage sportif
Scott est très impliqué dans le parrainage sportif, en particulier dans la discipline du vélo tout terrain. Au niveau international, les activités de parrainage de Scott sont divisées en deux équipes : la formation de XC Scott-Swisspower, avec notamment Nino Schurter et Florian Vogel, et l'équipe de descente Scott 11, avec notamment Floriane Pugin. Scott est également présent en soutien à des formations nationales, par exemple Scott France, qui a soutenu des coureurs comme Julien Absalon ou Pauline Ferrand-Prévot.
Pour le cyclisme sur route, Scott est sponsor en 2008 de l'équipe cycliste Saunier Duval-Scott. À la suite de contrôles antidopage positifs survenus lors du Tour de France 2008, Saunier Duval se retire. Scott assure le partenariat jusqu'à la fin de la saison, avec la société American Beef.
En 2009 et 2010, Scott sponsorise l'équipe HTC-Columbia avec le sprinteur Mark Cavendish. Le vélo Scott Addict devient le vélo détenant le plus de victoires sur les courses féminines et masculines[réf. nécessaire]
Pour la saison 2014, Scott est l'équipementier de l'équipe pro tour IAM.
Le 12 décembre 2016, Scott Sports est annoncé comme nouveau co-sponsor de l'équipe australienne Orica-Scott pour la saison 2017.